# Бекір Ваап
Бекір Ваа́п (крим. Bekir Vaap, 17 квітня 1915, с. Буюк-Каралєз — 14 серпня 1944, Гайтурлевка, Литва) — кримськотатарський поет. Член Спілки письменників СРСР (1938). Учасник Другої світової війни.

## З біографії
Народився в селі Буюк-Каралєз Сімферопольського повіту Таврійської губернії (після 1945 р. — с. Красний Мак Бахчисарайського району АР Крим).
Після школи поступив у Сімферопольській педагогічний інститут, який закінчив з відзнакою 1938 року.
1938 року став членом Спілки письменників СРСР.
Служив в армії, брав участь у радянсько-фінській війні.
Працював у журналі «Яш къувет» («Молода сила») та радіокомітеті.
На початку німецько-радянської війни старший лейтенант Бекір Ваап пішов на фронт, командував ротою, був неодноразово поранений, але повертався в стрій.
Загинув у бою 14 серпня 1944 року, не доживши до 30 років. Похований в селі Гайтурлевка Вілкавішкіський району Литви.

## Творчий доробок
Бекір Ваап друкував свої поезії на сторінках газети «Яш ленінджілер» та журналу «Яш къувет», в газеті «Кизил Кирим» і журналі «Рада едебіяти».
Автор віршів «Ватаным» («Батьківщина»), «Севем сени» («Кохаю тебе»), «Ана» («Мати»), «Ордудан селям» («Привіт з армії»), «Комсомол йыры» («Комсомольська пісня»).
1938 року Бекір Ваап спільно з Гафаром Булганакли і Решидом Мурадом видає збірку «Яшлыкъ йырлары» («Пісні молодості»).
Посмертно вірші опубліковані у збірці «Он экилернинъ хатиреси» («Пам'ять про дванадцять», Ташкент, 1970)
1990 року в Ташкенті видавництвом Гафура Гуляма видана збірка віршів «Язылып битирильмеген шиирлер» («Недописані вірші»), куди увійшли найкращі поезії Бекіра Ваапа.